# Quận Marshall, Kansas
Quận Marshall là một quận thuộc tiểu bang Kansas, Hoa Kỳ. Theo điều tra dân số năm 2000 của Cục điều tra dân số Hoa Kỳ, quận có dân số 10.965 người. Quận lỵ là Marysville.

## Địa lý
Theo Cục điều tra dân số Hoa Kỳ, quận có tổng diện tích 904 dặm vuông (2.342 km ²), trong đó, 903 dặm vuông (2.338 km ²) là đất và 2 dặm vuông (5 km ²) của nó (0,20%) là diện tích mặt nước.

### Các quận giáp ranh
- Quận Pawnee, Nebraska (phía đông bắc)
- Quận Nemaha (phía đông)
- Quận Pottawatomie (phía Nam)
- Quận Riley (tây nam)
- Quận Washington (tây)
- Quận Gage, Nebraska (phía tây bắc)

## Thông tin nhân khẩu
Theo điều tra dân số 2 năm 2000, quận đã có dân số 10.965 người, 4.458 hộ, và 3.026 gia đình sống trong quận. Mật độ dân số là 12 người cho mỗi dặm vuông (5/km ²). Có 4.999 đơn vị nhà ở với mật độ trung bình là 6 mỗi dặm vuông (2/km ²). Cơ cấu dân tộc của dân cư quận gồm có 98,14% người da trắng, 0,23% da đen hay Mỹ gốc Phi, 0,36% người Mỹ bản xứ, 0,19% người châu Á, 0,02% người đảo Thái Bình Dương, 0,26% từ các chủng tộc khác, và 0,80% từ hai hoặc nhiều chủng tộc. 0,76% dân số là người Hispanic hay Latino thuộc chủng tộc nào.
Quận này 4.458 hộ, trong đó 30,20% có trẻ em dưới 18 tuổi sống chung với họ, 59,70% là các cặp vợ chồng sống với nhau, 5,40% có chủ hộ là nữ không có mặt chồng, và 32,10% là không lập gia đình. 29,50% của tất cả các hộ gia đình đã được tạo thành từ các cá nhân và 17,00% có người sống một mình 65 tuổi trở lên đã được người. Bình quân mỗi hộ là 2,40 và cỡ gia đình trung bình là 2,98.
Trong quận này cơ cấu độ tuổi dân cư với 25,00% ở độ tuổi dưới 18, 6,60% 18-24, 23,60% 25-44, 22,80% 45-64, và 22,00% 65 tuổi trở lên. Tuổi trung bình là 42 năm. Cứ mỗi 100 nữ có 96,80 nam giới. Cứ mỗi 100 nữ 18 tuổi trở lên, đã có 94,00 nam giới.
Thu nhập trung bình cho một hộ gia đình trong quận đã được 32.089 USD, và thu nhập trung bình cho một gia đình là 39.705 đô la Mỹ. Nam giới có thu nhập trung bình $ 28.361 so với 19.006 USD cho phái nữ. Thu nhập trên đầu cho các quận được 17.090 USD. Giới 6,40% gia đình và 9,20% dân số sống dưới mức nghèo khổ, trong đó có 9,60% của những người dưới 18 tuổi và 9,10% có độ tuổi từ 65 trở lên.